# 全国港の宿
全国港の宿（ぜんこくみなとのやど）は、一般財団法人日本船員厚生協会および全国船員厚生施設協議会が運営していた宿泊施設（公共の宿）である。
2011年12月末日をもって全国船員厚生施設協議会が事業を休止したことにより、全国港の宿の公式サイトも閉鎖されている。なお、「全国港の宿」という括りはなくなっているものの、以降も各施設の営業は継続されている（エスカル4施設およびナビオス横浜、川崎海員会館の計7施設は日本船員厚生協会が運営）。
各施設は船員・漁業関係者のみならず一般客も利用可能となっている。

## 全国の施設

### 北海道
- 稚内海員会館（2019年をもって閉館）[3]
- エスカル釧路（釧路海員会館） ※日本船員厚生協会が運営(2015年9月末日をもって閉館)
- エスカル室蘭（室蘭海員会館） ※日本船員厚生協会が運営（2017年9月末日をもって閉館[4]）

### 関東
- 東京浜松町海員会館（2010年9月末日をもって閉館）
- 東京海員会館
- 川崎海員会館 ※日本船員厚生協会が運営
- エスカル横浜（横浜海員会館） ※日本船員厚生協会が運営
- ナビオス横浜（横浜国際船員センター） ※日本船員厚生協会が運営

### 中部
- ハーバーロッジなごや（名古屋船員会館。2024年1月末をもって閉館）
- 四日市港第一海員会館
- 四日市港第二海員会館

### 近畿
- エスカル神戸（神戸大倉山海員会館） ※日本船員厚生協会が運営

### 中国
- ビュー・ポートくれ（呉海員会館）
- 広島海員会館（2009年9月末日をもって閉館）
- 宇部海員会館（2013年6月末日をもって閉館）
- 下関海員会館（2010年3月末日をもって閉館）

### 九州
- 門司海員会館（2014年3月末日をもって閉館）
- 戸畑海員会館（2015年9月30日をもって閉館） ※日本船員厚生協会が運営
- ホテルポートヒルズ福岡（博多海員会館）
- 口之津船員福祉センター（2012年1月末日をもって閉館）

### 沖縄
- 沖縄船員会館